# Joc psicològic
Un joc psicològic és una situació conflictiva que es desenvolupa seguint uns patrons inconscients, seguint una fórmula o regles de joc, durant un temps determinat i que té un final previsible. Sovint la persona que juga psicològicament actua de manera irracional o com a molt molt lleugerament racional, i pot fer o dir coses en contra dels seus interessos, idees, valors i sentiments conscients i acceptats. Obeeix a alguna motivació oculta, inconscient i irracional. Moltes vegades són patrons apresos en la infantesa com a manera d'enfrontar-se a algun perill o problema, o per a demanar atenció i amor, que han quedat gravats al subconscient i que en determinades situacions de crisi personal, o front a una situació que al cervell li recordi aquella situació passada, es disparen de manera compulsiva i descontrolada.
Segons la teoria, en el moment en què la persona és conscient que du a terme un joc psicològic pot racionalitzar el que fa i actuar des del seu "jo" conscient i adult, en comptes de per instints, impulsos i ordres gravades pels seus pares i la societat (superjo). Quan això ocorre la persona pren el control de la seva actuació, acaba el joc i pot començar la comunicació.
Els jocs són relacionals i en principi confereixen rols diferents a cada persona que hi juga. Aquests rols poden ser "purs" o barrejar més d'un, també poden anar canviant a cada "moviment" o gest o acte que faci una persona. Els rols bàsics possibles són el de "víctima", "perseguidor" i "salvador" segons la teoria del triangle dramàtic descrita per Stephen Karpman. Els jocs psicològics es coneixerien des de fa milers d'anys, per exemple ja es tracten al teatre i la filosofia de l'antiga Grècia, però no es va posar de moda el seu estudi a la psicologia fins a la dècada de 1950, a l'escola de l'anàlisi transaccional, al qual s'anomenen "transaccions" a cada pas o moviment del joc.

## Causes
Les persones que entren en jocs psicològics perdrien control, autoestima, autoconfiança i tenen greus problemes relacionals amb la persona o persones amb qui inevitablement estableixen aquests jocs. En general el joc psicològic implica relacions perdre-perdre (totes les parts perden). S'han fet estudis per a tractar d'esbrinar perquè malgrat que conscientment no volen, les persones cauen en aquests paranys, i s'han trobat tres causes principals:
La cerca d'amor i estimació. Inconscientment la persona demana atenció i ser estimada per l'altra persona. Com el contrari de l'amor és la indiferència, si la persona no és capaç d'obtenir reconeixement positiu provocarà almenys alguna reacció per part de l'altre, "la que sigui", encara que siguin signes negatius. Naturalment ho demana inconscientment i la resposta és un "benefici" inconscient però causa de dolor i patiment conscient.
La fugida del rebuig. La persona ha après que no és digna de ser estimada i que no té cap valor (això és habitual en una depressió, també pot haver estat "programat" al seu cervell pels seus cuidadors durant la infantesa o en qualsevol moment de la vida en una situació de maltractament, abús, mobbing, bullying, etc.) i pensa que si algú s'acosta prou a ella percebrà la seva lletjor personal i l'abandonarà. Pot pensar que algú que diu que l'estima ho deixarà de fer "quan s'adoni de l'engany" i per això té pànic a la intimitat, que viu com a perillosa.
Ratificar unes creences sobre la mateixa persona i sobre els altres. Així com en els casos anteriors sol actuar el “nen” interior en forma d'impulsos, l'instint o el subjo, en aquest cas els que actuen per la persona són les imposicions socials i familiars que li han inculcat, el “pare” o el superjo. De vegades una persona que rememori els moments conflictius importants de la seva vida i com va actuar s'adona que sempre ha acabat reaccionat de manera similar, per exemple explotant de manera violenta o replegant-se en ella mateixa aïllant-se dels altres. D'altres vegades ha sentit moltes vegades "ets així" i fins i tot ella mateixa es creu que és un pensament propi. Aquesta persona anirà vivint situacions similars i reforçant una qualitat imposada d'ella mateixa, sense arribar mai a acceptar que també és el contrari.

## Comunicació i jocs psicològics
Els jocs psicològics impliquen manca de comunicació, malentesos i conflictes. També es poden usar conscientment per a manipular altres persones que entren en el joc. Alguns rols que podem prendre en un moment determinat mentre ens relacionem amb una altra persona poden ser:
- Víctima: Pensa que fa molt pels altres però no ho veuen, o no ho veuen prou, busca reconeixement (es valora poc) i ja no sap com obtenir-lo, voldria que els altres també s'ocupessin d'ella per una vegada. En canvi llança missatges del tipus "no et preocupis per mi", "ja ho faig jo", "estic bé" o també "estic cansada", etc. Això fa sentir culpable l'altra persona, que reaccionarà segons la seva personalitat i les circumstàncies com a “intimidadora” o “interrogadora”.
- Intimidadora: Pensa que mai ningú s'ha ocupat d'ella, i ara tampoc, que alguna cosa no és suficient per als altres, que els altres són competidors que el volen controlar o li prendran el que sigui si ella no ho aconsegueix abans. Ho expressa amb paraules i accions encaminades a competir, a ser el primer, a tenir-ho com sigui, a ser més arrogant del que se sent, verbalment pot respondre aparentment enutjat (la ira amaga la por i tristesa de no sentir-se estimat) o massa controlat i que sembli que no escolta, pot semblar que surt a atacar i fer mal. Pot fer molta por als que s'ho prenguin com a amenaces, que es comportaran com a víctimes; pot enutjar a persones que reaccionaran com a intimidadores, amenaçant d'atacar amb més força; pot despertar desitjos de venjança en persones interrogadores que li buscaran les debilitats i vulnerabilitats; o pot ser que l'altra persona aparentment l'ignori i no faci res, negant-la totalment com si no l'importés la persona intimidadora ni res del que digui o faci, en realitat es refugia en ella mateixa sense poder-ho evitar, en un rol de persona reservada.
- Reservada: Està perduda i no sap què pensar, no es decideix, té molta por d'equivocar-se, no té gens de confiança en ella mateixa, no es veu capaç, creu que no pot i que té poc valor i poc dret a ser estimada, cap dret si no es comporta sempre de manera absolutament perfecta. Externament difícilment mostrarà el que escriu o dibuixa, per exemple, el que ha fet, s'expressa amb frases incloent "potser", "ja t'ho diré", "no ho sé", "no estic segur", "no puc" i abans d'actuar sempre es veu amb la necessitat irracional de primer obtenir més formació, temps, diners, etc. Provoca que els altres se sentin suspicaços, que recelin o dubtin de la seva confiança, que es comportin com a interrogadores que es preguntin que què els amaga i perquè, si la persona reservada està emprenyada i què ha fet perquè la reservada es comporti amb ella així.
- Interrogadora: Pensa que els altres no l'estimen i té un problema de no acceptació de quan era petita, té por que la deixin d'estimar i l'abandonin, busca senyals d'amor i estimació. Exteriorment es comporten de manera que pot semblar que volen controlar i criticar els que estima, lingüísticament empra sovint preguntes inquisidores i es pot expressar amb frases del tipus "qui et penses que ets?", "on vas?", "què fas?", "perquè no fas això?", "perquè no vas dir allò?", "ja t'ho vaig dir". Això pot fer que l'altra persona se senti equivocada i prengui el rol de “víctima”; o bé se sentirà agredida, sigui perquè se sent massa inspeccionada o sigui perquè se sent negada front a una interrogadora superior o més poderosa, en aquest cas l'altra persona tendirà a tirar-se enrere o més aviat endins, en un rol de “reservada”, com a defensa.